# استوک ابوت
استوک ابوت (به انگلیسی: Stoke Abbott) یک روستا و محله مدنی در بریتانیا است که در West Dorset واقع شده‌است. استوک ابوت ۱۹۰ نفر جمعیت دارد.